# Monumentos medievales de Zaragoza

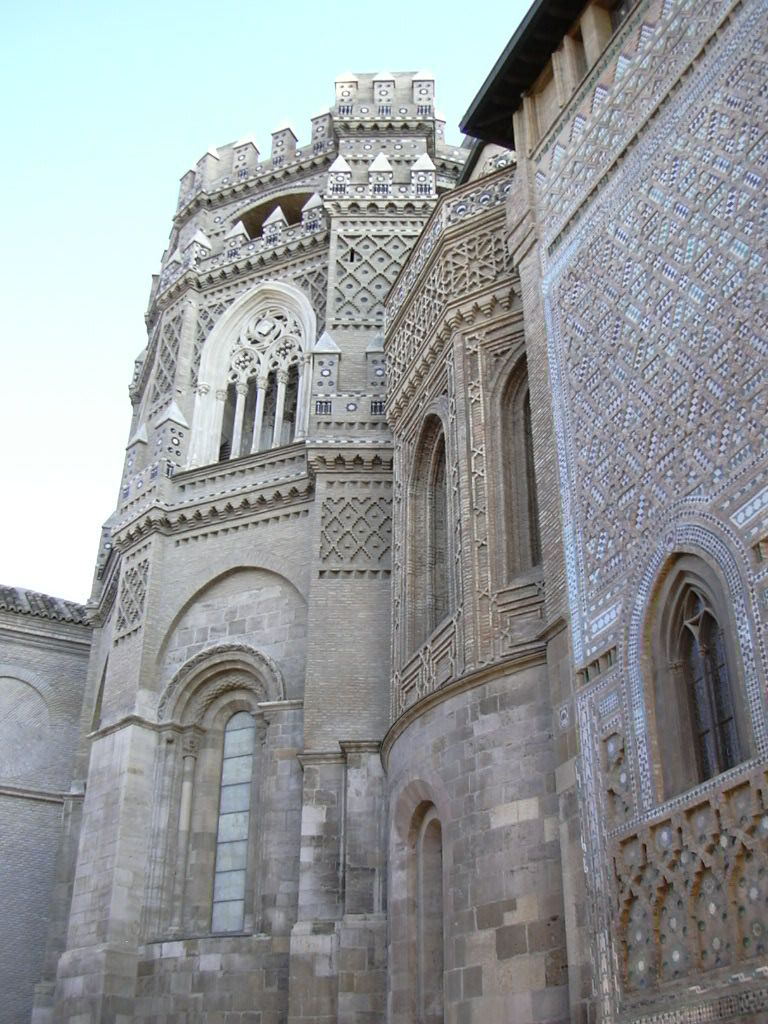
Vista exterior de la cabecera de la Seo.

La Cesaraugusta de la antigüedad tardía y el cristianismo siguió siendo una plaza de primer orden en el ámbito peninsular. Pese a la decadencia de la civilización romana, Zaragoza conserva, gracias a la tradición de sus Innumerables Mártires cantados por Prudencio, al menos dos establecimientos monásticos, entre los que destaca la Iglesia basílica de Santa Engracia o de las «Santas Masas», que pervivió hasta su casi total ruina tras los Sitios de Zaragoza. También está documentado el culto mariano desde muy antiguo en la basílica de Santa María, hoy El Pilar, de la que hay testimonios desde los primeros siglos del cristianismo y, sin solución de continuidad, consta su permanencia como iglesia de culto cristiano durante la dominación islámica, a cuyo entorno se agrupó la comunidad mozárabe. En época visigoda se documenta otro templo capital: una catedral a dedicada a San Vicente, probablemente en el solar en el que luego estuvo la Mezquita aljama y la Catedral o Seo de San Salvador.
No menor fue la importancia de la Saraqusta musulmana, de cuyo esplendor es testimonio señero el Palacio de la Aljafería, mandado construir durante su reinado por Al-Muqtadir el poderoso, que llevó al reino hispanoárabe independiente a un estado culminante de refinamiento cultural, en que destaca su escuela filosófica encabezada por Avempace. De la persistencia de los artífices y maestros arquitectos islámicos procede, según todos los indicios, la riqueza del mudéjar aragonés, hoy Patrimonio de la Humanidad.
Con la conquista de la ciudad en 1118 por el rey de Aragón Alfonso I El Batallador, la mezquita mayor es progresivamente sustituida por una catedral románica y luego gótica-mudéjar. En este último estilo son erigidas varias iglesias de importancia, como son San Pablo —llamada la tercera catedral y construida fuera del entorno de las murallas—, la de San Gil, San Miguel de los Navarros o la de La Magdalena, todas ellas del siglo XIV. Todas ellas incorporan torres mudéjares profusamente ornamentadas y utilizan como material constructivo el ladrillo, material noble en la arquitectura zaragozana y avalado por su utilización en la propia sede de la archidiócesis metropolitana.

## Palacio de la Aljafería
Fortaleza-palacio musulmana del siglo XI. Su origen se sitúa en el siglo IX, que corresponde a la base de la torre del Trovador, que toma su nombre de la ópera de Verdi Il trovatore. Ha sufrido diversas modificaciones, por lo que actualmente combina el palacio musulmán de los reyes taifas de Zaragoza, que incluye el patio de santa Isabel de Portugal y el oratorio con el mirhab, junto con las dependencias palaciegas (Salón Dorado o del trono), todas ellas de la segunda mitad del siglo XI, en la época de Al-Muqtadir «el Poderoso».
Más tarde, tras la conquista cristiana en 1118, se sigue edificando como residencia de los reyes de Aragón. Así se construye el palacio mudéjar de Pedro IV, la iglesia o capilla de San Martín y el palacio de los Reyes Católicos, con su escalera monumental y las techumbres doradas, fechado en 1492.
A partir de 1485 sirvió de tribunal y cárcel de la Inquisición, pero las Alteraciones de Zaragoza obligaron a Felipe II a fortificarlo en el estilo de ingeniería militar renacentista, y a partir de 1706, con la Guerra de Sucesión Española, se empleó como cuartel militar. Actualmente es sede de las Cortes de Aragón.
- Wikimedia Commons alberga una galería multimedia sobre La Aljafería.

## La Seo
La Seo o Catedral del Salvador es la catedral metropolitana de la ciudad de Zaragoza. Los restos más antiguos los conserva en los ábsides románicos del siglo XII. A partir de ese momento se realizarán numerosas ampliaciones y reformas que convierten el edificio en un armónico conjunto de estilos, desde el románico al neoclásico.
El grueso de su construcción, incluyendo las cinco naves de que consta su planta, se lleva a cabo entre el siglo XIV en estilo gótico-mudéjar hasta el siglo XVI, en que se remata su cimborrio y las capillas laterales. Más tarde, ya en estilo barroco, se erige la torre campanario, ejemplo cimero de la arquitectura romanista en la ciudad, aunque construida en ladrillo en gran medida, al par de la Catedral.
Destaca la Parroquieta, con importantes elementos mudéjares, como la pared exterior o la cúpula interior, el retablo mayor en alabastro policromado, una de las obras cúmbre del gótico europeo, y el Museo de Tapices que contiene una de las colecciones de tapices flamencos más importantes del mundo.
- Wikimedia Commons alberga una galería multimedia sobre La Seo.

## Iglesia de San Pablo
La llamada tercera catedral de Zaragoza es un templo mudéjar de la primera mitad del siglo XIV que ha sido ampliado posteriormente. Durante la Edad Media el barrio de San Pablo llegó a tener casi tantos habitantes como el antiguo centro amurallado. Así que a partir de mediados del siglo XIV  se derruirá la antigua ermita románica de San Blas y se construye un templo mudéjar.
Se trata de una iglesia de grandes proporciones debidas a sucesivas ampliaciones, que han configurado un espacio complejo y variado. Inicialmente constaba de una única nave que albergaba capillas entre sus contrafuertes y poseía una cabecera de planta poligonal. En el siglo XV  se añaden dos naves al perímetro de su planta, con lo que se integró la torre, en principio adosada a los pies de la primitiva fábrica, inmersa en el interior del templo. No obstante, la parroquia siguió experimentando reformas y ampliaciones hasta el siglo XX .
Muy notoria es la torre mudéjar de planta octogonal, que constituye uno de los mejores ejemplos de torre mudéjar de la ciudad. Su interior alberga dos cuerpos concéntricos entre los que se sitúa una escalera y permite ver una panorámica de Zaragoza.
En el interior destaca su retablo mayor, realizado por Damián Forment en el siglo XVI y la torre mudéjar octogonal. En 1931 fue declarado monumento nacional y en 2001 fue incluida dentro de la declaración de Patrimonio de la Humanidad que la Unesco decretó para los hitos más relevantes de mudéjar aragonés.
- Wikimedia Commons alberga una galería multimedia sobre San Pablo.

## Iglesia de San Gil Abad
Iglesia mudéjar del siglo XIV , esta iglesia edificada sobre los restos de otras precedentes que podrían datar en origen del siglo IV, experimentó una reforma barroca en el siglo XVII. No obstante ha conservado la torre-contrafuerte cuadrada mudéjar de ladrillo visto resaltado con dibujos de rombos y arcos entrecruzados. La planta sigue respondiendo al tipo gótico-mudéjar de iglesia de una nave con capillas entre los contrafuertes. Los pies y la cabecera fueron en origen, planos.
La reforma barroca dio un aspecto distinto al interior, y la reorientación de la iglesia situó la portada en el antiguo ábside poligonal. La portada barroca enmarca una puerta en arco de medio punto a cuyos lados se hallan pilastras. La nave medieval de bóveda de crucería y tres tramos fue cubierta al realizar una de medio cañón con lunetos. En 1967 fue designada monumento nacional.
- Wikimedia Commons alberga una categoría multimedia sobre Iglesia de San Gil Abad.

## Iglesia de San Miguel de los Navarros
Iglesia mudéjar del siglo XIV que ha conservado la torre cuadrada de ladrillo visto resaltado, con profusión de tracería de este mismo estilo. Las ventanas son gótico-mudéjares.
También es interesante el exterior del ábside. El interior ha sido reformado en el siglo XVII al gusto barroco.
En la portada hay una escultura de san Miguel arcángel derrotando al demonio, de estilo barroco, en piedra. Se aloja en el interior de una hornacina en el remate de la portada de estilo barroco, que cubre un tejadillo avenerado.
- Wikimedia Commons alberga una categoría multimedia sobre Iglesia de San Miguel de los Navarros.

## Iglesia Parroquial de Santa María Magdalena
Iglesia mudéjar del siglo XIV , aparece ya mencionada como iglesia románica en el 1126. Reformado su interior en los siglos XVII y XVIII en estilo barroco, ha mantenido original la estructura y la torre cuadrada, realizada en ladrillo, con grandes analogías con las torres mudéjares de Teruel.
Su fábrica, típica de las iglesias del mudéjar aragonés, es de nave única de crucería sencilla (luego oculta tras la reforma barroca) con cabecera en ábside poligonal de siete lados y sin contrafuertes al exterior, puesto que entre ellos se situaban pequeñas capillas laterales. Sobre ellas discurre un ándito de tribunas, usual en las iglesias-fortaleza de la región. En los lienzos de la zona inferior del ábside aparecen paños de arcos mixtilíneos entrecruzados, posiblemente relacionados con la Aljafería, sobre ellos un conjunto de ventanas ojivales y más arriba, características lacerías de cruces resaltadas en ladrillo que forman dibujos de rombos.
La torre semeja los alminares almohades, con dos cuerpos cuadrados concéntricos entre los que sube una escalera con cubrición de bóveda de aproximación. La torre interior alberga varios pisos de habitación cubiertos con bóveda de arista. Al exterior presenta tres cuerpos separados por impostas con decoración de cerámica vidriada blanca y verde, arcos mixtilíneos, ventanas en arcos túmidos y de herradura.
- Wikimedia Commons alberga una categoría multimedia sobre Iglesia de Santa María Magdalena.

## Torreón de la Zuda
El torreón de La Zuda de Zaragoza es lo que queda del palacio de la Zuda, Azuda  o Sudda, alcázar musulmán situada dentro de la ciudad, en el que se encontraba el gobierno. Su forma actual es de la segunda mitad del siglo XVI. Se encuentra en el extremo occidental de la plaza del Pilar, detrás de la Fuente de la Hispanidad y al lado de la iglesia de San Juan de los Panetes. Tras la excavación arqueológica y la restauración acabadas en el 2001, cobija una oficina municipal de turismo.
Construida por los musulmanes como torre del homenaje del palacio del gobernador de la ciudad, durante la época de la taifa de Zaragoza fue parte del palacio de invierno, siendo el de verano la Aljafería. Tras la Reconquista de la ciudad, se convierte en palacio real, papel que mantiene hasta el siglo XIII cuando la sede pasa a la Aljafería. En 1180 pasa a pertenecer a la Orden Hospitalaria de San Juan de Jerusalén que la convierten en un hospital y construyen una iglesia, cuya torre es la de la iglesia de San Juan de los Panetes. Desde el siglo XIV el edificio se convierte en sede del Castellán de Amposta, la máxima autoridad de la orden en Aragón. En 1725 se construyó la iglesia de San Juan de los Panetes. El palacio de la Zuda es abandonado en 1835 tras la desamortización de Mendizábal. De 1857 a 1910, con el permiso del Castellán de Amposta, el edificio fue ocupado por las Religiosas Adoratrices, fundadas en 1856 por la Madre Sacramento, María Micaela Desmaisières López de Dicastillo, vizcondesa de Jorbalán.
De 1931 a 1937 se derribó el edificio, salvándose sólo la torre, las murallas romanas y la iglesia de San Juan de los Panetes.

## Arco y casa del Deán
El deán, segunda persona en importancia dentro del cabildo catedralicio, después del prelado, decidió construir en 1293 un arco que uniese la catedral y su nueva casa.
El arco fue reformado entre 1585 y 1587 a cargo del prior Juan Antonio Romero. Fue entonces cuando se llevó a cabo el mirador de ventanas de arcos en ajimez de tradición plateresco-mudéjar con tracerías de mano de obra probablemente morisca.
Su gran deterioro hizo que en 1958 se emprendiera una completa reforma, que fue llevada a cabo por Teodoro Ríos Balaguer y Teodoro Ríos Usón. El resultado fue una reconstrucción casi de nueva planta donde se utilizaron los elementos previamente existentes y se incorporaron otros para conseguir un resultado convincente en su recuerdo del arco original. Esta actuación obtuvo el Trofeo Ricardo Magdalena de ese año.
- Wikimedia Commons alberga una categoría multimedia sobre Casa del Deán.

## Puente de Piedra
Situado en el mismo lugar que el puente romano, el actual es gótico del siglo XV y es el puente más antiguo que se conserva sobre el Ebro. De historia muy accidentada a causa de las crecidas del río y los avatares de la historia, ha sufrido numerosas remodelaciones. Actualmente posee siete arcos vistos y uno oculto bajo la calle que transcurre a la orilla del río.
También se le llama Puente de los Leones, por las cuatro estatuas de leones en bronce realizadas en 1991 por el escultor Francisco Rallo. Los leones, símbolo de la ciudad, recuerdan a cuatro leones que adornaban el puente hasta principios del siglo XX, cuando se retiraron para ensanchar la calzada.

## Convento del Santo Sepulcro
Aunque realmente se llama Monasterio de la Resurrección, es mayoritariamente conocido como Convento del Santo Sepulcro. 
Se encuentra en la esquina nororiental de la muralla romana, a la cual está adosado. Fue fundado en el siglo XIII y su forma actual se remonta al siglo XIV. Es uno de los mejores ejemplos de arquitectura monástica mudéjar de Aragón.

## Baños judíos
Cerca de lo que antiguamente se llamaba el Castillo de los Judíos que hacía las funciones de cárcel, sinagoga mayor, hospital y carnicería y que se encontraba en el terreno que actualmente ocupa el Real Seminario de San Carlos Borromeo, se encuentran los baños judíos. Sólo se ha conservado una sala rectangular del siglo XIII, con diez columnas y bóvedas en crucería sencilla alrededor y bóveda esquifada en el centro. Actualmente forma parte de un edificio moderno privado y no se puede visitar.
Existe un proyecto en curso, muy avanzado, para que estos baños sean visitables. La fecha prevista para su apertura al público era la del año 2008, si bien en 2015 todavía no son visitables.

## Torreón de Fortea
Es el ejemplo más importante del gótico-mudéjar civil de Zaragoza. Es una torre del siglo XV, cuadrada con basamento de piedra y paredes de ladrillo cara vista.
De planta cuadrada y zócalo en piedra, los vanos de la segunda planta son ventanas en ajimez. La galería superior de arquillos separada por una sutil imposta, es uno de los modelos de La Lonja.
Ha sido restaurado por Ángel Peropadre y en la actualidad alberga diversos servicios de cultura, sociedad y juventud, además de ser utilizado para cursillos y exposiciones.

## Murallas medievales
En las calles de Alonso V y Asalto se encuentran todavía partes de las murallas medievales. Se realizaron en ladrillo, al contrario que las murallas romanas que son de piedra.
Tras el crecimiento de la ciudad medieval en los siglos XIII y XIV, surgen dos barrios o burgos de carácter gremial que rebasan el perímetro de la ciudad amurallada romana, San Pablo al oeste y La Magdalena al este. 
Es para defender este último enclave urbano ultramuros que se construye en ladrillo la nueva línea defensiva de la ciudad, reforzada además por el curso del río Huerva.
Su función fue puesta a prueba durante los Sitios de Zaragoza de 1808.